# 伊朗—韩国关系
伊朗－韩国关系（韓語：대한민국-이란 관계；波斯語：‎）指的是伊朗伊斯兰共和国与大韩民国之间的外交关系，两国于1962年8月建交。伊朗是世界上少数几个同时与朝鲜和韩国均保持友好关系的国家。但是在2020年，因伊朗扣押韩国油轮及韩国冻结伊朗在韩资产，导致两国关系紧张。